# Comisionado del Territorio Antártico Británico
La Comisionada del Territorio Antártico Británico es la representante de la Corona británica en territorio de ultramar del Reino Unido del Territorio Antártico Británico (que el Reino Unido reclama en la Antártida), actuando "en nombre de Su Majestad", como de facto jefe del Estado en la ausencia del monarca británico. El puesto se lleva a cabo en conjunto con el Comisionado del Territorio Británico del Océano Índico. Esta reclamación se superpone parcialmente con el área reclamada por Chile (Territorio Chileno Antártico), y totalmente con la reclamada por Argentina (Antártida Argentina). Todas estas reclamaciones están restringidas por la aplicación del artículo 4 del Tratado Antártico de 1959.

## Características
El Comisionado es nombrado por el actual monarca Carlos III del Reino Unido con el asesoramiento del Ministerio de Relaciones Exteriores y de la Mancomunidad de Naciones. El Territorio Antártico Británico se estableció como un territorio británico de ultramar separado de las Dependencias de las Islas Malvinas en 1962. Originalmente entre 1962 y 1990, el gobernador colonial de las Islas Malvinas hacía la labor de Alto Comisionado. En 1990, la administración del territorio se transfirió a un Comisionado con sede en Londres, tras la British Antarctic Territory Order de 1989. Desde 1998 el cargo es administrado en conjunto con la administración del Territorio Británico del Océano Índico. La administración del territorio depende de la Departamento de Regiones Polares de la Cancillería Británica.
El Comisionado conserva las mismas facultades de un Gobernador, y es responsable de los asuntos internos en el territorio. El gobierno británico tiene la responsabilidad de la defensa y las relaciones internacionales. El Comisionado tiene su propia bandera para el territorio, una Unión Jack desfigurada con el escudo de armas del territorio. La enseña para el Comisionado fue autorizada y creada el 14 de febrero de 1992.

## Lista de Altos Comisionados
También Gobernadores de las Islas Malvinas
- Edwin Porter Arrowsmith (1962–1964)
- Cosmo Dugal Patrick Thomas Haskard (1964–1970)
- Ernest Gordon Lewis (1971–1975)
- Neville Arthur Irwin French (1975–1977)
- James Roland Walter Parker (1977–1980)
- Rex Masterman Hunt (1980–1985)
- Gordon Wesley Jewkes (1985–1988)
- William Hugh Fullerton (1988–1990)

## Lista de comisionados
No residentes, con sede en Londres.
- M. Baker Bates (1990–1992)
- P. Newton (1992–1995)
- Anthony Longrigg (1995–1997)
- John White (1997–2001)
- Alan Huckle (2001–2004)
- Tony Crombie (2004–2006)
- Leigh Turner (2006–2008)
- Colin Roberts (2008–2012)
- Peter Hayes (2012-2016)
- John Kittmer (2016-2017)
- Ben Merrick (2017-)